# Paweł Magdoń
Paweł Magdoń (ur. 13 listopada 1979 w Dębicy) – polski piłkarz, występujący na pozycji obrońcy, dyrektor sportowy.

## Kariera piłkarska
Jest wychowankiem Igloopolu Dębica, był zawodnikiem tego klubu do 31 grudnia 1997. Później przez 2,5 sezonu reprezentował barwy drugoligowej Piotrcovii Piotrków Trybunalski. Na swój pierwszoligowy debiut musiał czekać do wiosny sezonu 1999/2000, kiedy, po transferze do ŁKS-u Łódź zadebiutował w spotkaniu z Lechem Poznań 13 maja 2000 roku (1:0). Razem z drużyną spadł do drugiej ligi. W ŁKS-ie rozegrał cztery spotkania w ekstraklasie. W trakcie sezonu 2000/2001 wrócił do Piotrkowa, gdzie w II lidze spędził kolejne 2,5 roku. W 2003 roku Magdoń stał się zawodnikiem „Portowców”, z którymi awansował do ekstraklasy. W sezonie 2004/2005 rozegrał 32 spotkania i zdobył 3 bramki.
Wiosną 2006 roku został sprzedany do Wisły Płock, z którą w tym samym roku zdobył Puchar i Superpuchar Polski (w spotkaniu o Superpuchar strzelił gola). Wiosną 2007 przeszedł do ówczesnego wicemistrza Polski GKS Bełchatów. Podczas letniego okienka transferowego 2010 przeszedł do pierwszoligowego Górnika Łęczna. 24 lipca 2012 roku podpisał dwuletnią umowę z Wisłą Płock. Od sezonu 2015/2016 występuje w trzecioligowej Lechii Tomaszów Mazowiecki. 1 stycznia 2019 zakończył karierę zawodnika.

## Kariera międzynarodowa
W reprezentacji Polski zadebiutował 6 grudnia 2006 w spotkaniu rozgrywanym w Abu Dabi przeciwko Zjednoczonym Emiratom Arabskim, wygranym przez Polaków 5:2, a sam Magdoń w 87 min. meczu wpisał się na listę strzelców, zdobywając gola na 4:2 dla Polski. Był to jedyny występ Magdonia w kadrze narodowej.
| l.p. | Data           | Miejsce  | Przeciwnik                   | Rezultat | Rozgrywki  | Grał | Uwagi |
| ---- | -------------- | -------- | ---------------------------- | -------- | ---------- | ---- | ----- |
| 1.   | 6 grudnia 2006 | Abu Dabi | Zjednoczone Emiraty Arabskie | 5–2      | towarzyski | 90'  | Gol   |

## Po zakończeniu kariery
Od stycznia 2019 do czerwca 2020 był dyrektorem sportowym grającej na czwartym poziomie rozgrywkowym Lechii Tomaszów Mazowiecki. Współpracował z Wisłą Płock w charakterze skauta. 1 grudnia 2020 znalazł w zatrudnienie jako dyrektor sportowy w Wiśle Płock, zakończył w niej pracę 29 maja 2023, dwa dni po spadku „Nafciarzy” z Ekstraklasy.